# 大型运载火箭
大型运载火箭，英文直譯為重型运载火箭，是指一種具備兩萬至五萬公斤近地轨道酬載能力的運載火箭。該型火箭技術要求水平甚高。目前能製造大型運載火箭的國家有美國、俄羅斯、中國和歐洲。

## 型号

### 服役中
- 聯合發射聯盟（ULA）—火神半人馬座運載火箭：2024年服役至今，最大有效酬載為27,200（60,000磅）。[4]
- 太空探索科技公司（SpaceX）—獵鷹9號運載火箭(Block 5): 2010年首飛，2018年定型并服役至今，有效酬載為22,800（50,300磅），回收有效酬載為17,500（38,600磅）。
- 藍色起源（Blue Origin）—新葛倫火箭：2025年服役至今，回收有效酬載為45,000（99,000磅）。
- 俄羅斯航天國家集團（Roscosmos）—質子M型運載火箭：2001-2026年，有效酬載為23,000（51,000磅）。[5]
- 俄羅斯航天國家集團（Roscosmos）—安加拉A5運載火箭：2014年服役至今，有效酬載為24,500（54,000磅）；M型有效酬載為27,000（60,000磅），預計2027年首飛；V型有效酬載為35,000（77,000磅），預計2030年首飛。[6]
- 亞利安空間（Arianespace）—亞利安6號運載火箭：2024年服役至今，最大有效酬載為21,650（47,730磅）。
- 中国航天科技集团（CASC）—长征五号系列运载火箭：2016年服役至今，最大有效酬載為25,000（55,000磅）。[7]

### 已退役
- 克萊斯勒公司、麥道—土星1B號運載火箭：1968-1975年，有效酬載為21,000（46,000磅）。[8]
- 洛克希德·馬丁（Lockheed Martin）—泰坦4號運載火箭：1989-2005年，有效酬載為21,680（47,800磅）。[9]
- 聯合發射聯盟（ULA）—三角洲4號重型運載火箭：2004-2024年，有效酬載為28,790（63,470磅）。[10]
- 赫魯尼契夫國家航天研製中心/ 俄羅斯航天國家集團（Roscosmos）—質子K型運載火箭：1965-2012年，有效酬載為19,760公斤（43,560磅），發射星辰號服務艙時有效酬載為22,776（50,212磅）。
- 亞利安空間（Arianespace）—亞利安5號運載火箭：ECA型2002-2023年；ES型2008-2018年，最大有效酬載為21,000（46,000磅）。[11]

### 中止開發
- ATK、波音（Boeing）—戰神一號運載火箭：設計有效酬載為25,700（56,700磅），2009年进行了亞軌道试飞。

### 開發中
- 相對論空間（Relativity Space）—人族R運載火箭（英语：Terran R）：有效酬載為33,500（73,900磅），回收有效酬載為23,500（51,800磅），預計2026年首飛。
- 亞利安空間（Arianespace）—下一代亞利安（英语：Ariane Next）Heavy：預計2030年代首飛。
- 中国航天科技集团（CASC）—长征十号A运载火箭：有效酬载約為20,000（44,000磅），回收有效酬載為14,000（31,000磅），預計2026年首飛。
- 藍箭航天（LandSpace）—朱雀三號運載火箭：有效酬載為21,300（47,000磅），回收有效酬載為18,300（40,300磅），預計2025年首飛。
- 星際榮耀（ISpace）—雙曲線三號運載火箭：A型有效酬載約為26,100（57,500磅），回收有效酬載為12,900（28,400磅）；B型有效酬載約為32,200（71,000磅），回收有效酬載為14,100（31,100磅）。
- 三菱重工（MHI）—重型H3运载火箭：有效酬載為28,300公斤 (62,400磅)，預計2030年首飛。
- 印度空間研究組織（ISRO）—下一代運載火箭：基本型有效酬載為23,000（51,000磅），預計2031年首飛；H型有效酬載為31,700（69,900磅）。